# Падающий кролик
«Падающий заяц» (англ. Falling Hare) — одна из серий мультсериала Merrie Melodies студии Warner Brothers, вышедшая 27 сентября 1943 года в США. Мультфильм примечателен первым появлением гремлинов на экране.
В 1989 году мультфильм был включён в мульт-альманах о Второй мировой войне Bugs & Daffy: The Wartime Cartoons.

## Сюжет
Сюжет начинается с того, как Багз Банни проводит время на военной базе. Он расположился на бомбе и читает книгу, в которой рассказывается о гремлинах — маленьких существах, которые саботируют войска, выводя технику из строя. Кролик начинает смеяться над прочитанным и не замечает, как мимо него пробирается крошечный гремлин и начинает бить молотом по той самой бомбе, на которой лежит Багз.
Герой был растроган , как степенно малыш гремлин поднимает и опускает громадный молот и решает помочь ему. Но только замахнувшись, он понимает, что его удар может привести к взрыву.Герой пытается схватить гремлина, но тот уже пропал. Когда же гремлин вновь проявляет себя, начинается погоня, в ходе которой кролик и гремлин оказываются на борту самолёта: гремлин уже сделал своё дело, разобрав его на части изнутри, и самолёт вот-вот рухнет на землю. Но из-за того, что топливо кончилось, они не упали на землю.